# شهرام فسازاده
شهرام فسازاده (زادهٔ ۱۳ بهمن ۱۳۳۲ در تهران) موسیقی‌دان و نوازندهٔ ویلن اهل ایران است.

## زندگی هنری
شهرام فسازاده در ۱۳ بهمن ۱۳۳۲ در تهران متولد شد. پدرش با نواختن فلوت و تمبک آشنا بود و به همین سبب از ۵ سالگی نواختن فلوت و تمبک را آغاز کرد. پس از آن به ساز ویلن گرایش پیدا نمود و در ۱۴ سالگی به هنرستان عالی موسیقی راه یافت و به مدت ۵ سال تحت نظر رحمت‌الله بدیعی، فراگیری ویلن را ادامه داد. در آن هنگام به کلاس‌های جامعهٔ باربد نیز وارد شد و نزد اسماعیل مهرتاش، ردیف و تصنیفهای قدیمی را آموخت. او از ۱۷ سالگی فراگیری موسیقی کلاسیک را آغاز نمود و به مدت ۷ سال نزد روبن طهماسیان، نواختن ویلن کلاسیک را پی گرفت. وی همچنین نواختن پیانو و سلفژ را نزد «شکوه شهرستانی» و تئوری موسیقی و هارمونی را نزد فریدون ناصری آموخت.
او غیر از نوازندگی ویلن، با نواختن سه‌تار و تمبک نیز آشنایی دارد و مدتی نیز نزد فرامرز پایور، سنتورنوازی را فراگرفت. از دیگر استادان او می‌توان به: فرهاد فخرالدینی، سعید شریفیان و ژرژ مارتوسیان اشاره کرد. شهرام فسازاده در سال‌های پس از انقلاب ۱۳۵۷، به مدت ۲ سال در انگلستان و تحت نظر «ویلیامز» که از نوازندگان ارکستر سمفونیک لندن بود، آموخته‌های خود را در زمینهٔ نوازندگی ویلن تکمیل نمود. پس از آن به ایران بازگشت و به آموزش شاگردان خود پرداخت. او در سال ۱۳۷۷ به آمریکا مهاجرت نمود و به فعالیت‌های هنری خود ادامه داد. شهرام فسازاده حدود ۲ سال با ارکستر سمفونیک «سنفراندو» و ارکستر سمفونیک «لانگ بیچ»، به عنوان نوازندهٔ ویلن اول و دوم همکاری داشت. وی با هنرمندانی نظیر: گلوریا روحانی، اکبر گلپایگانی، هایده، مهستی، حمیرا، ستار، محمود محمودی خوانساری، عبدالوهاب شهیدی، ایرج، الهام و … همکاری داشته و ارکستر رودکی را در لس آنجلس رهبری کرده‌است.
وی کنسرت‌هایی را نیز در کشورهای انگلستان و فرانسه به اجرا گذاشته و چندین قطعه برای ارکستر و همچنین پیش‌درآمد و رنگ در دستگاهای مختلف موسیقی ایرانی آهنگسازی و اجرا نموده‌است.